# Carolina Otero
Carolina Otero (születési nevén: Agustina Otero Iglesias; művésznevén: La Belle Otero) (Valga, Spanyolország, 1868. november 4. – Nizza, Franciaország, 1965. április 12.) spanyol származású franciaországi táncosnő, színésznő és kurtizán.

## Élete

### Korai évei

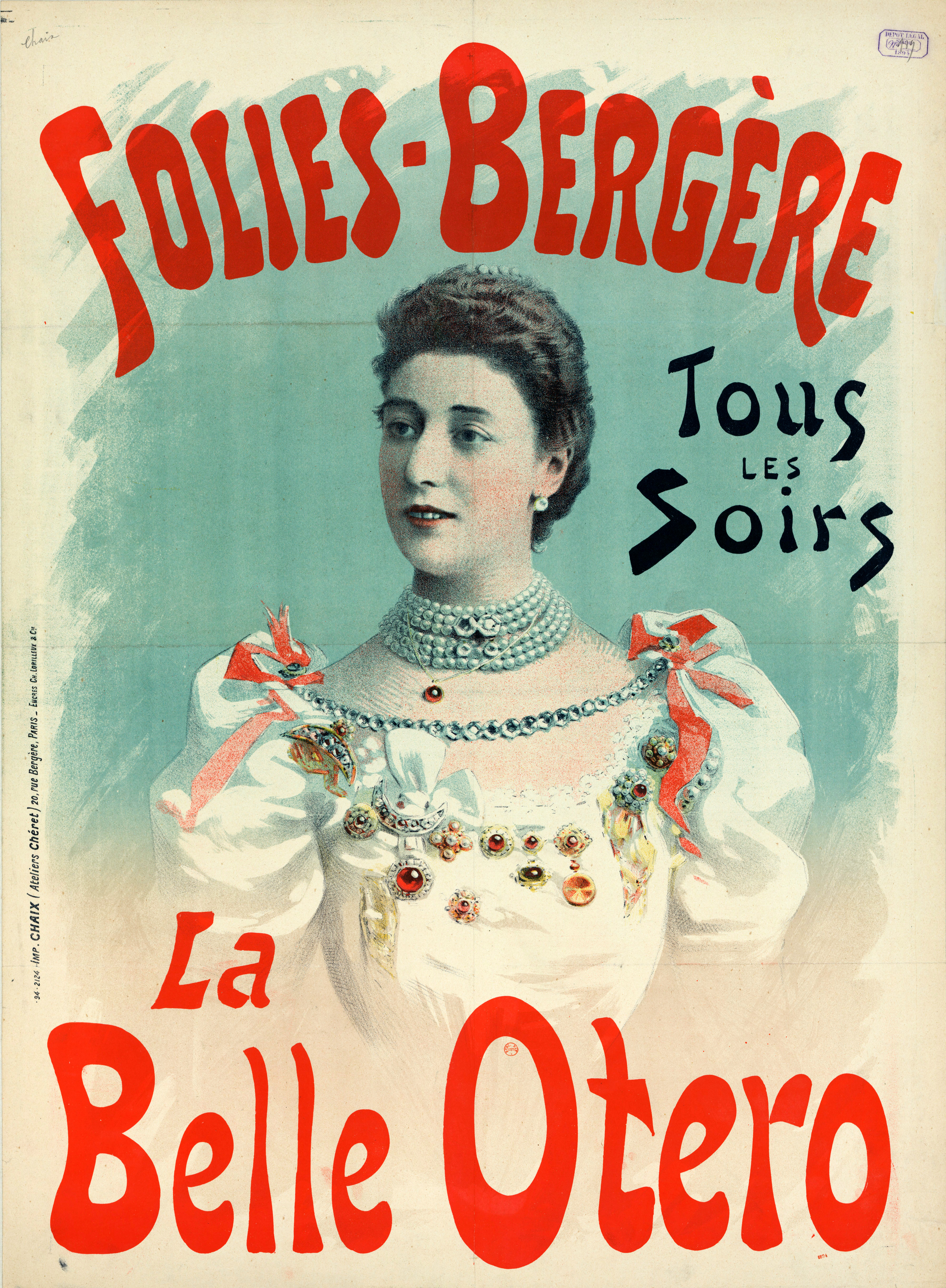
A Folies Bergère plakátja 1894-ből

Agustina Otero Iglesias néven született a galiciai Valgában. Elszegényedett családjával gyerekkorában Santiago de Compostelába költözött, ahol szolgálóként dolgozott. Tízéves korában megerőszakolták, ezért meddő maradt. Tizennégy évesen barátjával és táncpartnerével, Pacóval, elszökött otthonról, és énekesként, illetve táncosként dolgozott Lisszabonban.
Egyes források szerint 14 éves korában férjhez ment egy olasz nemeshez, Guglielmo grófhoz. Második férjével, az angol René Webb iparossal 1906-ban házasodott össze.
1888-ban támogatóra lelt Barcelonában, akivel Marseille-be utazott, hogy megkezdje franciaországi táncos pályafutását. Később elhagyta mecénását, és megalkotta a La Belle Otero nevet viselő színpadi szerepét, melyben andalúziai cigányként lépett fel, és a párizsi Les Folies Bèrgere varieté egyik csillaga lett.

### Kurtizánként
Néhány év alatt Otero Európa legkeresettebb nője lett. A kor gazdag és hatalmas személyiségeit szolgálta ki kurtizánként. Szeretőit gondosan megválogatta, olyan előkelő férfiakkal ápolt kapcsolatot, mint I. Albert monacói herceg, VII. Eduárd brit király, Szerbia és Spanyolország királyai, Pjotr Romanov orosz nagyherceg, Nyikolaj Romanov orosz nagyherceg, Westminster hercege vagy Gabriele D’Annunzio író. Szerelmi kapcsolatai hírhedtté tették, és kivívta a kor neves női személyiségeinek ellenszenvét.
Egyes források szerint hat férfi öngyilkosságot követett el, miután Otero véget vetett kapcsolatuknak, azonban ezt nem sikerült minden kétséget kizáróan bizonyítani. Az viszont tény, hogy egy alkalommal két férfi párbajozott miatta. Csinos, magabiztos, intelligens és vonzó külsejű hölgy volt. Egyik legismertebb ruhája, mely alig takarta kebleit, felragasztott ékkövekkel volt kirakva, és az elterjedt nézet szerint erről mintázták az 1912-ben épült Cannes-i Carlton Szálloda kupoláit is.

### Filmszínésznőként
1898 augusztusában Félix Mesguich, a Lumière cég francia operatőre egy egyperces mozgóképet készített Oteroról, amint Szentpéterváron előadja híres táncát, a Valse Brillante-ot. A film bemutatása az Aquarium varietében botrányba fulladt, mivel a cári hadsereg egyik tisztje is látható volt a szeméremsértő jelenetben. Ezért Mesguicht kiutasították Oroszországból.

### Visszavonulása és halála
Otero az első világháború után visszavonultan élt egy több millió dollárért vásárolt birtokon. Az évek során összegyűjtött vagyonának (kb. 25 millió dollár) jelentős részét pazarló életmódjával és a Monte-Carló-i kaszinók gyakori látogatásával elveszítette. 1965-ben szerény körülmények között, szívinfarktusban halt meg nizzai Hotel Noveltyben levő apartmanjában. Egy szomszédja szerint: „Folyton a múltjáról beszélt (...) Mindig ugyanaz volt: lakomák, hercegek, pezsgő.”
Életének és pályafutásának csúcsáról egy alkalommal így nyilatkozott: „A nőknek egyetlen küldetésük van az életben: hogy szépek legyenek. Amikor valaki megöregszik, meg kell tanulja, hogyan törje össze a tükröket. Én szelíden várom a halált.”

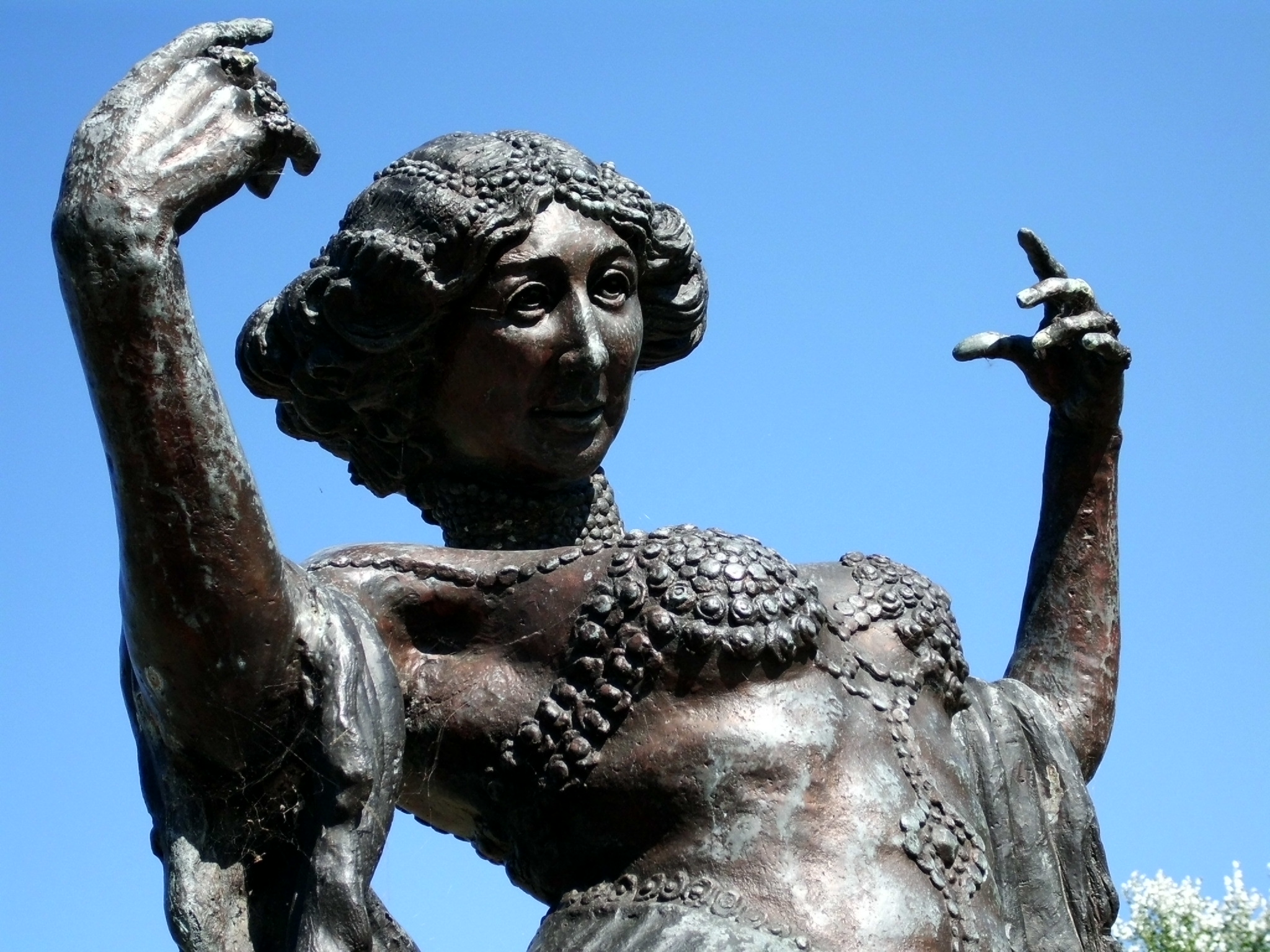
Otero szobra szülővárosában

## Emlékezete
Szülővárosában, Valgában 2002-ben leleplezték szobrát, Camilo Rodríguez Vidal szobrász alkotását. Utolsó lakhelyét, a nizzai Rue d'Angleterre 26. szám alatti házat egy emléktábla jelzi.
Életéről filmek is készültek. Az 1954-es La bella Oterot Richard Pottier rendezte, a főszerepet pedig María Félix mexikói színésznő játszotta. 2008-ban La bella Otero címmel egy kétrészes televíziós sorozat is készült, melyet Jordi Frades rendezett, a címszerepet pedig Natalia Verbeke alakította.

## Galéria

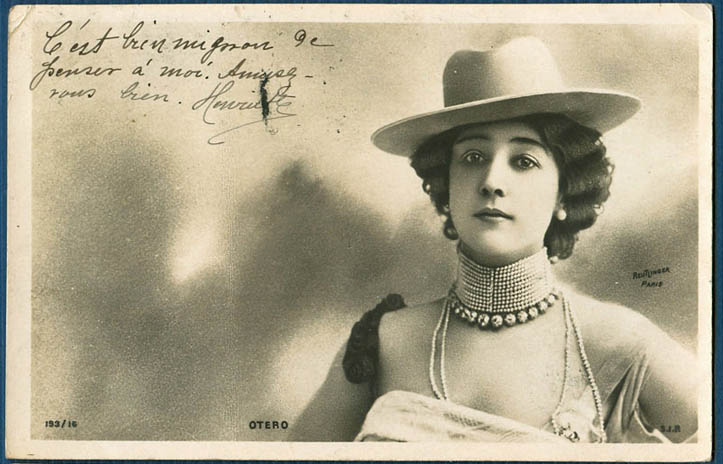
Otero egy képeslapon
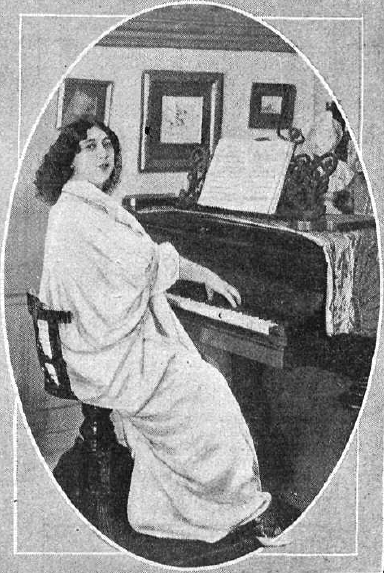
A táncosnő zongorázás közben
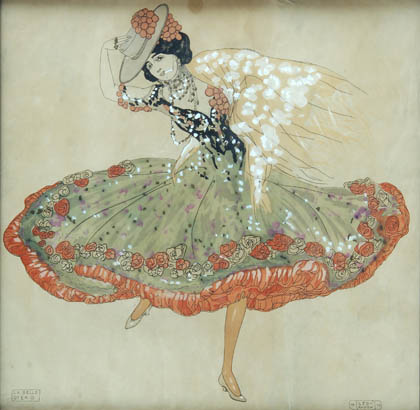
Leo Rauth illusztrációja Oteroról
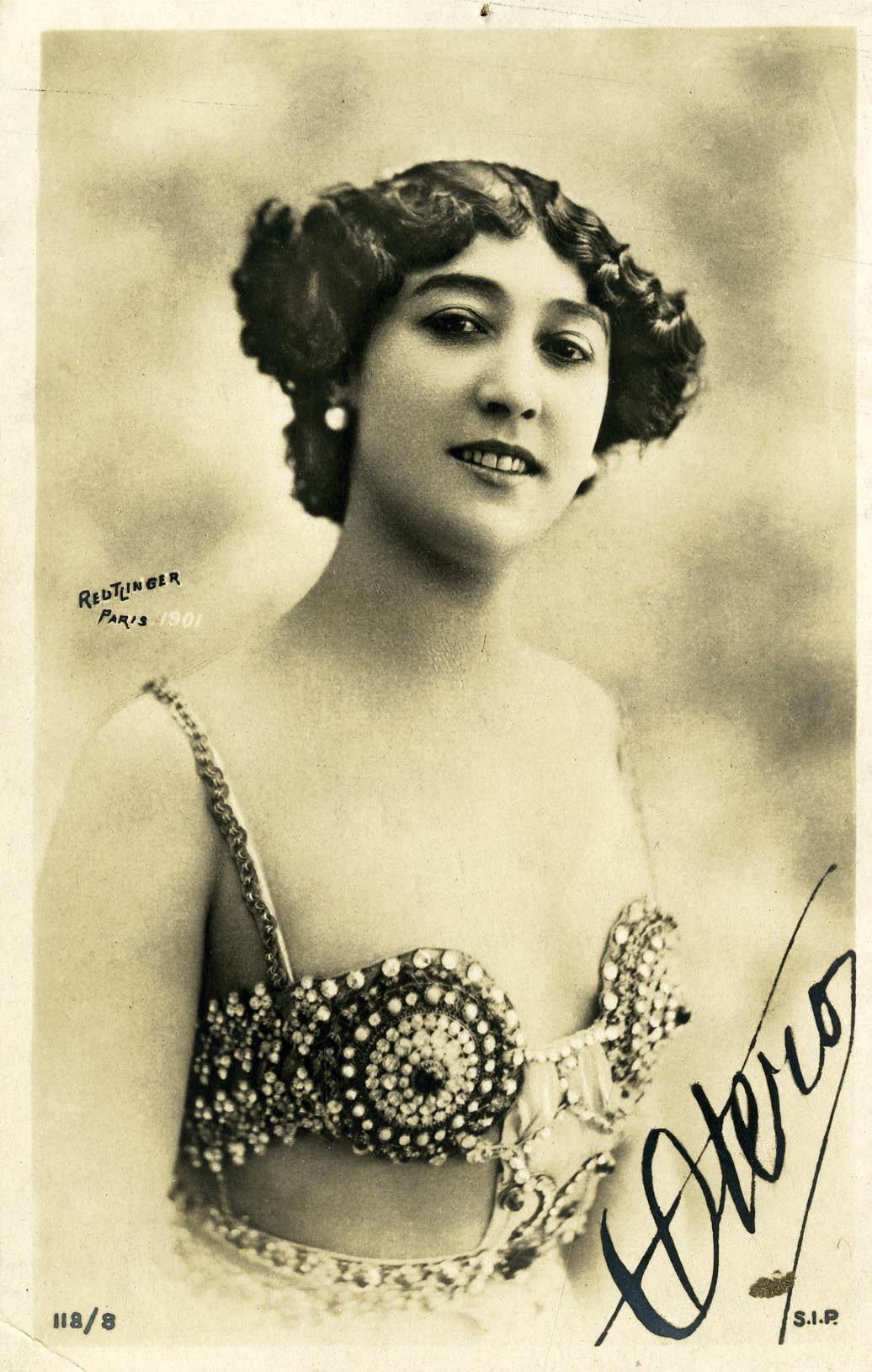
A táncosnő drágakövekkel kirakott ruhájában
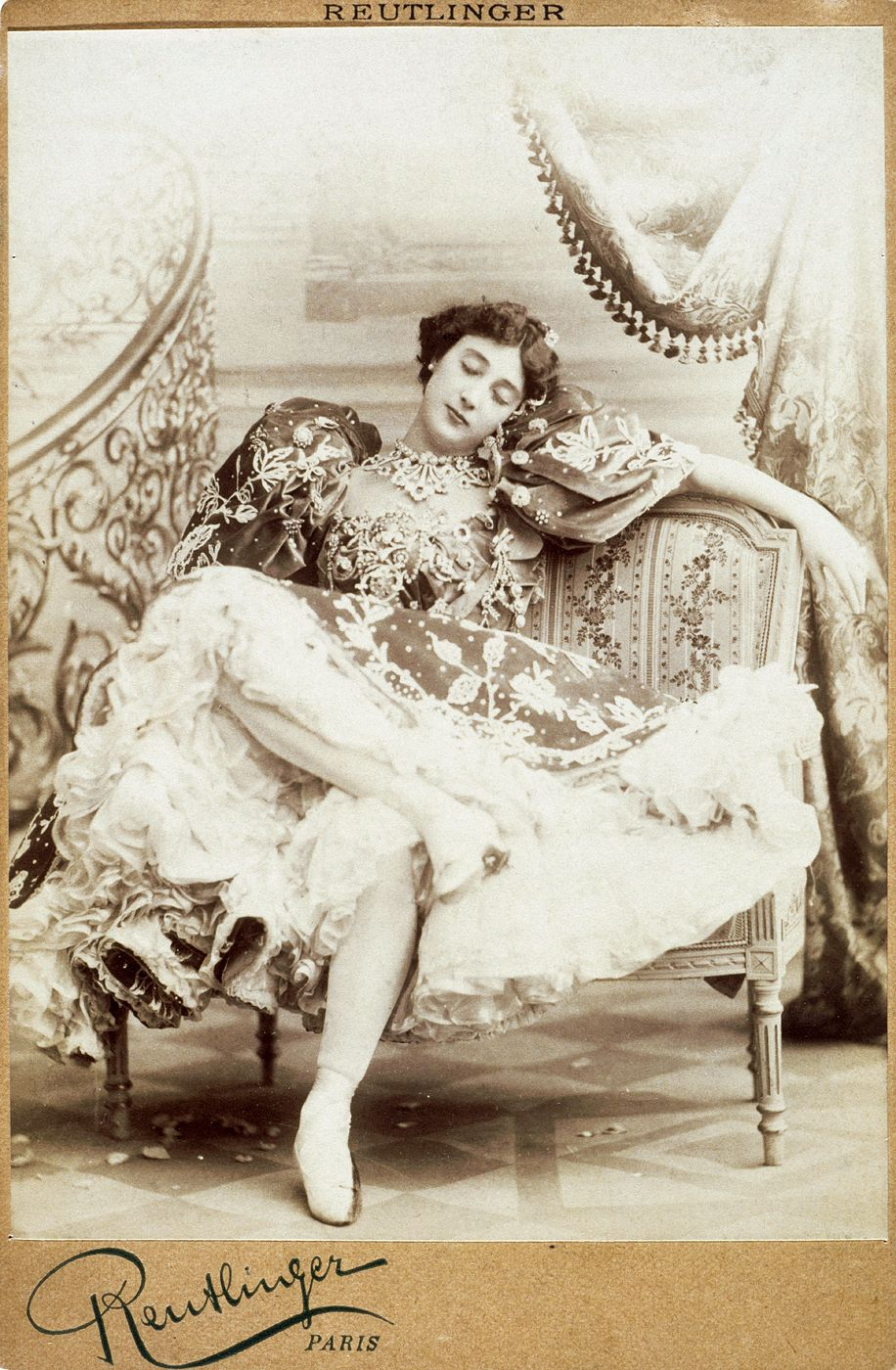
Léopold-Émile Reutlinger fényképe a művésznőről
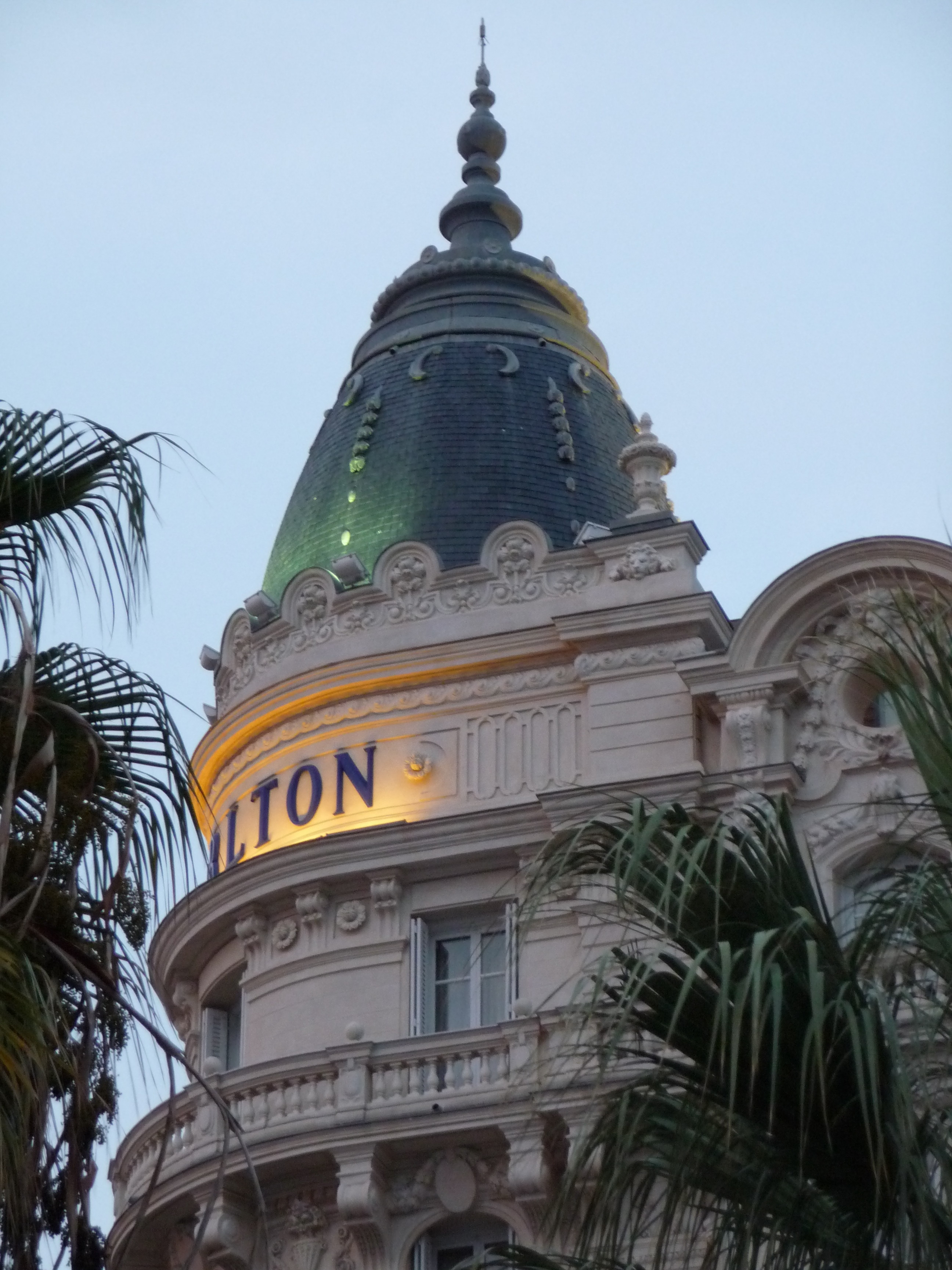
A Carlton Szálloda Otero kebleiről mintázott kupoláinak egyike
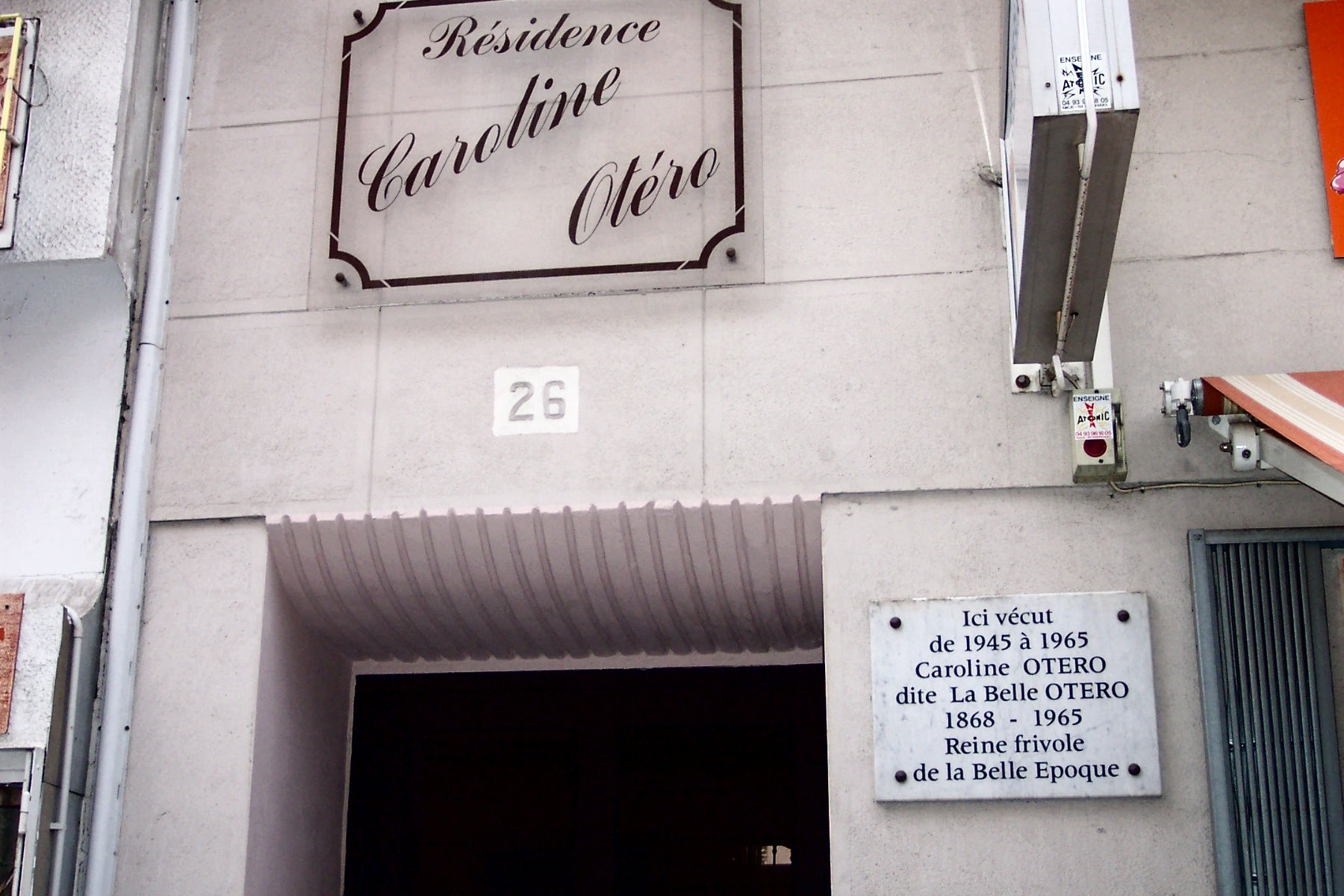
Emléktáblája nizzai lakhelyén